# Цілинна ділянка №1
Ціли́нна діля́нка №1 — ентомологічний заказник місцевого значення в Україні. Розташований на території Вільнянського району Запорізької області, на північний захід від села Великодубове (балка Дубова). 
Площа 7 га. Статус присвоєно згідно з рішенням Запорізького облвиконкому від 25.09.1984 року № 315. Перебуває у віданні: Терновська сільська рада.